# Janisław
Janisław (? - 4 décembre 1341, Łęczyca) est archevêque de Gniezno de 1317 à 1341.

## Biographie

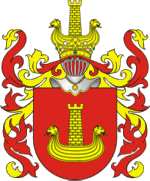
Blason du clan Korab

Il succède à Borzysław en 1317. Dès son entrée en fonction, Janisław soutient inconditionnellement la politique de réunification des territoires polonais menée par Ladislas Ier le Bref qu’il couronne roi de Pologne le 20 janvier 1320. En 1320-1321, il est un des juges nommés par le pape au procès d'Inowrocław opposant les Polonais aux Chevaliers teutoniques sur la question de la Poméranie de Gdańsk. Le 25 avril 1333, il couronne Casimir III le Grand, le fils et successeur de Ladislas.En 1339, à Varsovie, au nouveau procès qui oppose la Pologne aux Teutoniques, il énonce le principe selon lequel le roi de Pologne doit régner sur les terres qui précédemment étaient polonaises.